# هيروتاك هاجيوارا
هيروتاك هاجيوارا (باليابانية: 萩原 洪拓) (11 يوليو 1986 في شيزوكا في اليابان – )؛ هو لاعب كرة قدم ياباني سابق كان يلعب كلاعب وسط.

## وصلات خارجية
- هيروتاك هاجيوارا على موقع رابطة كرة القدم اليابانية للمحترفين (اليابانية)
- هيروتاك هاجيوارا على موقع Soccerway.com (الإنجليزية)